# Суров, Алексей Васильевич
Алексей Васильевич Суров (род. 11 февраля 1955) — российский учёный, специалист по поведению, химической коммуникации и экологии млекопитающих.
Член-корреспондент РАН (2016), доктор биологических наук по специальности зоология.
Заместитель директора по научной работе и главный научный сотрудник Института проблем экологии и эволюции (ИПЭЭ) им. А. Н. Северцова Российской академии наук, заведующий там лабораторией сравнительной этологии и биокоммуникации, заместитель председателя диссертационного совета Д 002.213.01 ИПЭЭ.
Под началом А. В. Сурова защищены 3 кандидатские диссертации.
Главный редактор «Поволжского экологического журнала» (Саратов), член редколлегий журналов «Pest-management» и «Биологические науки Казахстана».
Автор более 150 научных работ, монографии. Докторская диссертация — «Обонятельные сигналы в половом поведении млекопитающих» (2006), кандидатская — «Влияние обонятельных сигналов на поведение сирийского хомяка (Mesocricetus auratus Waterhouse, 1839)» (1986).

## Награды и премии
Награждён медалью «В память 850-летия Москвы», грамотой Президиума РАН. 
Лауреат премии имени академика В. Е. Соколова.